# 2 santīmi
2 santīmi (forkortet 2 s) er den næstmindste møntenhed for lats i Letland. 
Mønten har en diameter på 17 mm, den vejer 1,9 g og består af kobberbelagt stål. Den har en glat rand.
- 2 santīmi

Kunstnerne bag designet er Gunārs Lūsis og Jānis Strupulis. 
På den ene side ser man i midten et billede af Letlands mindre våbenskjold og rundt om det står der Letlands republik (Latvijas Republika). Under våbenskjoldet står der årstallet for prægningen imellem to prikker. 
På den anden side ser man i midten et 2-tal, hvorunder der står SANTĪMI, til højre og venstre for 2-tallet ser man to etnografiske sole, derimellem er der 5 halvcirkler (som symboliserer arbejdstiden). 
Mønterne er præget af henholdsvis:
1992 af Bayerisches Hauptmünzamt i Tyskland,
2000 af British Royal Mint i Storbritannien,
2006 og 2007 af Royal Dutch Mint i Nederlandene.
Santīms er et lettificeret låneord fra fransk(centime). 